# Crystal Leefmans
Crystal Leefmans (6 januari 1995) is een Surinaams badmintonner.

## Carrière
Crystal Leefmans is afkomstig van Badmintonclub Lelydorp. Na haar verhuizing naar Paramaribo stapte ze over naar TNF.
Ze won in 2010 de bronzen medaille in het gemengd dubbel op de Zuid-Amerikaanse Spelen in Medellín. In 2011 won ze met Mitchel Wongsodikromo de titel in het gemengd dubbelspel op de Carebaco Games. Leefmans was ook kampioen op de Suriname International in 2012 en 2013.
Na vele nationale juniorentitels te hebben gewonnen, won Leefmans in 2009 haar eerste van in het totaal vijf nationale damesenkelspeltitels op de Surinaamse Nationale Badmintonkampioenschappen. Ze behield haar titel in 2010, verloor die het jaar daarop aan Danielle Melchiot, maar herwon haar singlestitel in 2012 om die het jaar daarop weer te verliezen aan Melchiot 2013. In 2014 pakte ze haar vierde titel in het enkelspel en verdedigde deze met succes in 2015.
Leefmans won ook vijf nationale damesdubbeltitels (2009, 2012, 2014, 2015 en 2017) en drie nationale gemengddubbeltitels (2010, 2012 & 2014). In 2018 won ze opnieuw de titel van Carebaco International in het gemengd dubbelspel; dit keer samen met Dylan Darmohoetomo. 
Ze was de vaandeldrager voor Suriname op de Pan-Amerikaanse Spelen van 2011. Ze werd in 2010, 2012, 2013, 2014 en 2015 verkozen tot Vrouwelijke Badmintonsper van het Jaar in Suriname.

## Prestaties

### Zuid-Amerikaanse Spelen
Gemengd dubbel
| Jaar | Locatie            | Partner               | Tegenstanders          | Scoren              | Resultaat     |
| ---- | ------------------ | --------------------- | ---------------------- | ------------------- | ------------- |
| 2010 | Medellín, Colombia | Mitchel Wongsodikromo | Alex Tjong Yasmin Cury | 24-22, 17-21, 12-21 | Tweede plaats |

### BWF International Series / Future Series (5 titels, 10 runner-up)
Enkel
| Jaar | Toernooi               | Tegenstander      | Scoren              | Resultaat     |
| ---- | ---------------------- | ----------------- | ------------------- | ------------- |
| 2009 | Suriname International | Daniëlle Melchiot | 14-21, 21-18, 14-21 | Tweede plaats |
| 2012 | Suriname International | Patty Stolzenbach | 6-21, 12-21         | Tweede plaats |

Dames dubbel
| Jaar | Toernooi               | Partner               | Tegenstander                            | Scoren       | Resultaat     |
| ---- | ---------------------- | --------------------- | --------------------------------------- | ------------ | ------------- |
| 2008 | Suriname International | Quennie Pawirosentono | Nathalie Haynes Daniëlle Melchiot       | 13-21, 19-21 | Tweede plaats |
| 2011 | Suriname International | Rugshaar Ishaak       | Özge Bayrak Neslihan Yiğit              | 3-21, 7-21   | Tweede plaats |
| 2012 | Miami Internationaal   | Priscille Tjitrodipo  | Perrine Le Buhanic Andréa Vanderstukken | 15-21, 5-21  | Tweede plaats |
| 2012 | Suriname International | Priscille Tjitrodipo  | Mariama Oostmond Dionne Forde           | Rondje       | Winnaar       |
| 2013 | Suriname International | Priscille Tjitrodipo  | Virginia Chariandy Solángel Guzmán      | 23-21, 21-16 | Winnaar       |
| 2017 | Suriname International | Priscille Tjitrodipo  | Monyata Rivièra Tamisha Williams        | 17-21, 17-21 | Tweede plaats |

Gemengd dubbel
| Jaar | Toernooi               | Partner               | Tegenstander                             | Scoren              | Resultaat     |
| ---- | ---------------------- | --------------------- | ---------------------------------------- | ------------------- | ------------- |
| 2011 | Carebaco International | Mitchel Wongsodikromo | Gareth Hendrik Geordine Hendrik          | 21-17, 21-11        | Winnaar       |
| 2011 | Suriname International | Mitchel Wongsodikromo | Hugo Arthurso Fabiana Silva              | 20-22, 18-21        | Tweede plaats |
| 2012 | Carebaco International | Mitchel Wongsodikromo | Nelson Javier Berónica Vibieca           | 21-11, 17-21, 13-21 | Tweede plaats |
| 2012 | Miami Internationaal   | Mitchel Wongsodikromo | Laurent Constantijn Andréa Vanderstukken | 21-23, 14-21        | Tweede plaats |
| 2012 | Suriname International | Mitchel Wongsodikromo | Ruben Castellanos Nikté Sotomayor        | 21-12, 21-18        | Winnaar       |
| 2013 | Suriname International | Mitchel Wongsodikromo | Dave Khodabux Elisa Piek                 | 17-21, 21-18, 19-21 | Tweede plaats |
| 2018 | Carebaco International | Dylan Darmohoetomo    | Dakeil Thorpe Tamisha Williams           | 22-20, 18-21, 21-19 | Winnaar       |

### Nationale badmintontitels
- 2017 - Nationale Kampioenschappen: dames dubbel goud
- 2017 - Nationale Kampioenschappen: gemengd dubbel zilver
- 2015 - Nationale Kampioenschappen: dames enkel goud
- 2015 - Nationale Kampioenschappen: dames dubbel goud
- 2014 - Nationale Kampioenschappen: dames enkel goud
- 2014 - Nationale Kampioenschappen: dames dubbel goud
- 2014 - Nationale Kampioenschappen: gemengd dubbel goud
- 2012 - Nationale Kampioenschappen: dames enkel goud
- 2012 - Nationale Kampioenschappen: dames dubbel goud
- 2012 - Nationale Kampioenschappen: gemengd dubbel goud
- 2010 - Nationale Kampioenschappen: dames enkel goud
- 2010 - Nationale Kampioenschappen: dames dubbel goud
- 2010 - Nationale Kampioenschappen: gemengd dubbel goud
- 2009 - Nationale Kampioenschappen: dames enkel goud
- 2009 - Nationale Kampioenschappen: dames dubbel goud
- 2008 - Nationale Kampioenschappen: dames enkel zilver
- 2008 - Nationale Kampioenschappen: dames dubbel brons
- 2009 - Nationale Kampioenschappen  U-15: meisjes enkel goud
- 2009 - Nationale Kampioenschappen   U-15: meisjes dubbel goud
- 2009 - Nationale Kampioenschappen  U-15: gemengd dubbel goud
- 2009 - Nationale Kampioenschappen   U-19: meisjes enkel goud
- 2009 - Nationale Kampioenschappen   U-19: meisjes dubbel goud
- 2009 - Nationale Kampioenschappen  U-19: gemengd dubbel brons
- 2008 - Nationale Kampioenschappen  U-15: meisjes enkel zilver
- 2008 - Nationale Kampioenschappen   U-15: meisjes dubbel goud
- 2008 - Nationale Kampioenschappen  U-15: gemengd dubbel goud
- 2008 - Nationale Kampioenschappen  U-19: meisjes dubbel zilver
- 2008 - Nationale Kampioenschappen  U-19: gemengd dubbel zilver